# Сапелкіна Надія Кирилівна
Надія Кирилівна Сапелкіна (1 січня 1909, місто Нова Одеса, тепер Новоодеського району Миколаївської області — ?) — українська радянська діячка, новатор виробництва, електрозварниця Миколаївського механічного заводу Миколаївської області. Депутат Верховної Ради УРСР 4-го скликання.

## Життєпис
Народилася у родині робітника. Закінчила початкову школу. Трудову діяльність розпочала на водному транспорті.
У 1930—1941 роках — електрозварниця Миколаївського механічного заводу Миколаївської області.
Під час німецько-радянської війни була евакуйована до міста Молотовська (РРФСР), де працювала електрозварницею військового заводу.
З 1944 року — електрозварниця Миколаївського механічного (машинобудівного) заводу Миколаївської області. Працювала профгрупоргом, жіночим організатором заводу. Виконувала виробничу норму на 140—150%.
Обиралася членом Української республіканської ради професійних спілок.
Потім — на пенсії у місті Миколаєві Миколаївської області.

## Нагороди
- орден Леніна
- орден Трудового Червоного Прапора
- медалі